# Myriam Soumaré
Pour les articles homonymes, voir Soumaré.
Myriam Soumaré (née le 29 octobre 1986 à Paris) est une athlète française de parents d'origine mauritanienne spécialiste du sprint. Son club est l'AA Pays de France Athlé 95. Elle a été révélée lors des Championnats d'Europe 2010 de Barcelone, où elle remporte trois médailles : l'or sur 200 mètres, l'argent au titre du relais 4 × 100 mètres, et le bronze sur 100 mètres.

## Carrière
Sa famille, d'origine mauritanienne, habite Sarcelles, puis Myriam grandit dans la cité de Derrière-les-Murs-de-Monseigneur à Villiers-le-Bel (ZAC). Myriam Soumaré exerce le métier d'auxiliaire de puériculture .

### Débuts
Elle n'a débuté l'athlétisme qu'à l'âge de 18 ans. « Avant, elle n'avait absolument rien fait. Lors du premier test, sans pointes, elle m'a fait un chrono de folie, plus rapide que toutes les filles que j'avais entraînées jusque-là, dont sa sœur aînée (...) [Elle est] victime de son don parce qu'absolument pas passionnée par l'athlétisme. La première année, elle a accepté de s'entraîner une fois par semaine. La seconde, deux fois. Six ans après, elle accepte quatre fois par semaine, c'est tout. Quand elle sort du stade, elle débranche totalement de l'athlétisme » selon son entraîneur Olivier Darnal.
En 2009, elle devient championne de France du 100 m en 11 s 55.
Lors des Championnats du monde en salle à Doha en mars 2010, Myriam se qualifie pour la finale du 60 m, après avoir remporté sa série en 7 s 22 et en terminant troisième de sa demi-finale en 7 s 21, à deux centièmes de son record personnel. Elle est repêchée au temps et accédera à la finale où elle prendra la huitième et dernière place en 7 s 29.

### 2010: la révélation

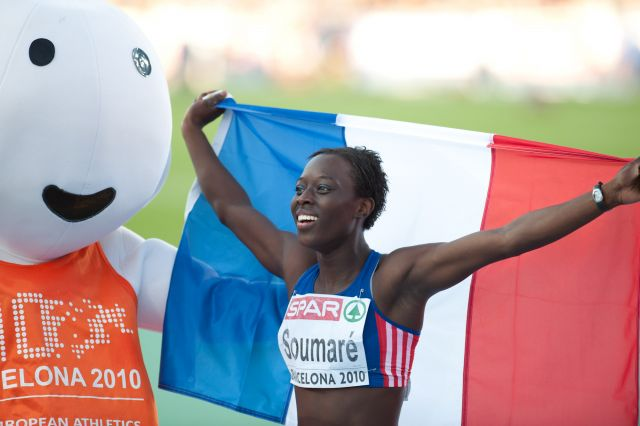
Myriam Soumaré après sa victoire sur 200 m lors des Championnats d'Europe 2010.

Le 29 juillet 2010, à l'occasion des championnats d'Europe d'athlétisme 2010, elle prend la troisième place du 100 m féminin, derrière l’Allemande Verena Sailer et sa compatriote Véronique Mang. Les trois jeunes femmes établissent chacune leur meilleure performance personnelle lors de cette course, Myriam Soumaré portant la sienne à 11 s 18 (soit seize centièmes de mieux que son précédent record).
Deux jours plus tard, à la surprise générale et après avoir pris le départ depuis l'extérieur de la piste (couloir n°8), elle remporte le titre européen sur le 200 m, améliorant son record personnel de 69 centièmes de seconde avec un temps de 22 s 32. À l'arrivée de la course, les trois russes qui avaient pris part à la finale, dont la favorite Aleksandra Fedoriva qui mettra plusieurs minutes à se relever, sont extrêmement étonnées. Cette dernière prendra finalement une assez décevante troisième place alors que le titre lui était promis. Myriam Soumaré établit par ailleurs la meilleure performance européenne ainsi que la troisième performance mondiale de l'année 2010. Enfin, le jour suivant elle remporte une médaille d'argent avec le relais 4 × 100 m. (Soumaré/Mang/Jacques-Sébastien/Arron).
Myriam Soumaré reçoit la médaille de la ville de Villiers-le-Bel des mains du maire Didier Vaillant.

### Saison 2011
Elle égale son record personnel en salle sur 60 mètres (7 s 19) à Aubière lors des Championnats de France en salle en février 2011. Elle conserve ainsi son titre national acquis l'année dernière, Véronique Mang étant sa dauphine. Arrivée avec la quatrième performance européenne sur 60 m lors des championnats d'Europe en salle de Paris, Myriam termine seconde de sa série (7 s 23) et de sa demi-finale (7 s 18, record personnel). Cependant, en finale, elle ne s'empare que de la septième place en 7 s 24, derrière Véronique Mang dans une course remportée par Olesya Povh. À la suite de sa dernière place, Myriam, en larmes, s'avoue « très, très déçue », se reprochant de ne pas avoir « vécu la course » et d'être « passée à côté de sa finale comme l'an dernier à Doha ».
Le 15 mai 2011, elle boucle en 23 s 35 (+ 2,6 m/s) le 200 mètres des « Great City Games » à Manchester. Elle est devancée par Allyson Felix (22 s 12). Elle remporte le titre de vice-championne de France sur 100 m le 29 juillet 2011 à Albi en 11 s 17 (nouveau record personnel), réalisant ainsi les minima pour les Championnats du monde à Daegu (fixé à 11 s 18) .
Lors des Mondiaux de Daegu, elle est éliminée en demi-finale du 100 m avec un temps de 11 s 47. Au 200 m, elle se qualifie avec un temps de 22 s 71 pour la demi-finale. Mais elle est éliminée en demi-finale après avoir pris la cinquième place de sa course en 23 s 02.

### 2012: médaille européenne, finaliste olympique
Elle fait sa rentrée le 16 février à Eaubonne, sur 60 mètres en salle lors de la première édition du meeting Femina du Val d'Oise, dont elle est aussi marraine. Elle remporte par la suite le 60 m des championnats de France en salle à Aubière le 25 en 7 s 29 après avoir réalisé un temps de 7 s 27 en séries. Elle remporte aussi le titre sur 200 mètres en 23 s 11 devant Lina Jacques-Sébastien (23 s 15) et Johanna Danois (23 s 75). Lors des Championnats d'Europe d'athlétisme organisés à Helsinki, elle s'illustre particulièrement le 30 juin en remportant le bronze sur 200 m (23 s 25).
Lors des Jeux Olympiques à Londres, elle se qualifie pour une finale d'anthologie sur 200 mètres. Elle termine à la septième place, en 22 s 63.

### 2013: vice-championne du monde et disqualification
Myriam Soumaré réussit la meilleure performance mondiale de l'année sur 200 m à l'occasion du meeting féminin du Val-d'Oise à Eaubonne. La Française survole la course en 22 s 87, battant au passage le record du meeting (22 s 88).
Aux championnats d'Europe en salle à Göteborg, Soumaré établit en finale son record personnel en 7 s 07, juste derrière le record de France en 7 s 06 de Christine Arron. Lors de la finale, elle termine troisième en 7 s 11 mais sera finalement reclassée deuxième à la suite de la disqualification de la vainqueure, la Bulgare Tezdzhan Naimova.
Le 18 août lors des championnats du monde à Moscou, le relais français 4 × 100 mètres dont elle fait partie finit la course en deuxième position en 42 s 73 mais est disqualifié pour passage de témoin hors zone. Fait rare, cette disqualification est décidée après la cérémonie de remise des médailles.

### 2014: année des records

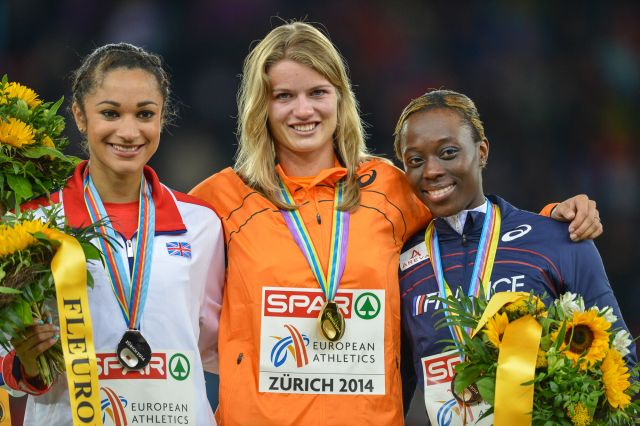
Myriam Soumaré (à droite) lors des championnats d'Europe 2014.

Myriam Soumaré fait sa rentrée 2014 lors d'un 200 m en Guadeloupe qu'elle remporte en 22 s 94. Elle participe le 11 juin au meeting d'Oslo, comptant pour la ligue de diamant, en s'alignant sur 100 m et 200 m. Elle court et remporte son 100 m en 11 s 18, égalant la meilleure performance européenne de l'année et obtenant les minima pour Zurich. Plus tard dans la soirée, elle finit troisième du 200 m en 22 s 98 derrière l'Américaine Allyson Felix (22 s 73) et la Britannique Jodie Williams (22 s 97). Cette performance est synonyme de minima pour les Europe de Zurich. Myriam Soumaré fait sensation lors du Meeting Areva de Paris où elle termine à la quatrième place d'un 200 m en 22 s 60. Devancée par la Nigériane Blessing Okagbare, l'Américaine Allyson Felix et la Bahaméenne Anthonique Strachan, Soumaré confirme son statut de favorite (avec Dafne Schippers) pour les Championnats d'Europe de Zurich en août prochain. La semaine suivante, elle remporte les championnats de France à Reims sur 100 m, dans un excellent temps de 11 s 08, avec un vent légèrement trop favorable (+2,1 m/s).
Lors des Championnats d'Europe à Zurich le 13 août, elle remporte la médaille d’argent sur 100 mètres, en 11 s 16 derrière la néerlandaise Dafne Schippers (11 s 12) et devant la britannique Ashleigh Nelson (11 s 22). Deux jours plus tard, elle remporte la médaille de bronze en 22 s 58 derrière Dafne Schippers 22 s 03 (NR) et Jodie Williams 22 s 46 (PB). Lors du Mémorial Van Damme de Bruxelles, Myriam Soumaré termine deuxième du 200 m en 22 s 11 et bat son record personnel de 21/100. Elle termine 2e derrière Allyson Felix (22 s 02, WL).

### De l'année sabbatique à la retraite sportive (2016)
Le 20 novembre 2014, Soumaré annonce officiellement sur sa page Facebook décider de prendre une année sabbatique afin de revenir plus forte pour les Jeux olympiques de Rio en 2016. Le 24 février 2016, de façon inattendue et à l'âge de 29 ans, Myriam Soumaré annonce sa retraite sportive. Elle confie également être également maman d'un garçon de 8 mois,.
Elle donne naissance ensuite à un garçon et une fille, et vit dans un logement social à Sarcelles.
Le 21 juin 2019, elle est présente à l'inauguration de la nouvelle piste d'athlétisme Stéphane Diagana de la ville de Goussainville, en compagnie de Diagana.

## Palmarès
| Date | Compétition                       | Lieu             | Résultat | Épreuve   | Temps         |
| ---- | --------------------------------- | ---------------- | -------- | --------- | ------------- |
| 2007 | Championnats d'Europe espoirs     | Debrecen         | 3e       | 100 m     | 11 s 68       |
| 2009 | Jeux méditerranéens               | Pescara          | 2e       | 100 m     | 11 s 46       |
| 2009 | Jeux méditerranéens               | Pescara          | 1re      | 4 × 100 m | 43 s 79       |
| 2009 | DécaNation                        | Paris            | 3e       | 100 m     | 11 s 58       |
| 2010 | Championnats du monde en salle    | Doha             | 7e       | 60 m      | 7 s 29        |
| 2010 | Championnats d'Europe             | Barcelone        | 3e       | 100 m     | 11 s 18       |
| 2010 | Championnats d'Europe             | Barcelone        | 1re      | 200 m     | 22 s 32       |
| 2010 | Championnats d'Europe             | Barcelone        | 2e       | 4 × 100 m | 42 s 45       |
| 2011 | Championnats d'Europe en salle    | Paris            | 7e       | 60 m      | 7 s 24        |
| 2011 | Championnats d'Europe par équipes | Stockholm        | 4e       | 200 m     | 23 s 62       |
| 2011 | Championnats d'Europe par équipes | Stockholm        | 5e       | 4 x 100 m | 43 s 61       |
| 2011 | Championnats du monde             | Daegu            | 4e       | 4 × 100 m | 42 s 70       |
| 2012 | Championnats d'Europe             | Helsinki         | 3e       | 200 m     | 23 s 25       |
| 2012 | Jeux olympiques                   | Londres          | 7e       | 200 m     | 22 s 63       |
| 2012 | Ligue de diamant                  | Ligue de diamant | 2e       | 200 m     | détails       |
| 2013 | Championnats d'Europe en salle    | Göteborg         | 2e       | 60 m      | 7 s 11        |
| 2013 | Championnats d'Europe en salle    | Göteborg         | 4e       | 4 x 400 m | 3 min 28 s 71 |
| 2013 | Championnats d'Europe par équipes | Gateshead        | 2e       | 100 m     | 11 s 66       |
| 2013 | Championnats d'Europe par équipes | Gateshead        | 2e       | 200 m     | 23 s 05       |
| 2013 | Championnats d'Europe par équipes | Gateshead        | 4e       | 4 x 100 m | 43 s 52       |
| 2013 | Championnats du monde             | Moscou           | —        | 4 × 100 m | DQ            |
| 2014 | Championnats d'Europe par équipes | Brunswick        | 1re      | 100 m     | 11 s 35       |
| 2014 | Championnats d'Europe             | Zurich           | 2e       | 100 m     | 11 s 16       |
| 2014 | Championnats d'Europe             | Zurich           | 3e       | 200 m     | 22 s 58       |
| 2014 | Championnats d'Europe             | Zurich           | 2e       | 4 × 100 m | 42 s 45       |
| 2014 | Coupe continentale                | Marrakech        | 5e       | 100 m     | 11 s 36       |
| 2014 | Coupe continentale                | Marrakech        | 3e       | 200 m     | 22 s 58       |
| 2014 | DécaNation                        | Angers           | 1re      | 100 m     | 11 s 09       |

## Records
| Épreuve | Épreuve   | Performance | Lieu          | Date                         |
| ------- | --------- | ----------- | ------------- | ---------------------------- |
| 60 m    | En salle  | 7 s 07      | Göteborg      | 3 mars 2013                  |
| 100 m   | Plein air | 11 s 03     | Monaco Zurich | 18 juillet 2014 12 août 2014 |
| 200 m   | Plein air | 22 s 11     | Bruxelles     | 5 septembre 2014             |
| 200 m   | En salle  | 22 s 87     | Eaubonne      | 7 février 2013               |
| 400 m   | Plein air | 52 s 83     | La Réunion    | 19 avril 2014                |

### Meilleures performances par année
| Année | Temps   | Vent        | Date                         | Lieu          | Rang |
| ----- | ------- | ----------- | ---------------------------- | ------------- | ---- |
| 2007  | 11 s 50 | + 1,8       | 12 juillet 2007              | Debrecen      |      |
| 2008  | 11 s 43 | + 0,4       | 18 juillet 2008              | Paris         |      |
| 2009  | 11 s 34 | + 1,0       | 24 juillet 2009              | Angers        |      |
| 2010  | 11 s 18 | - 0,6       | 29 juillet 2010              | Barcelone     |      |
| 2011  | 11 s 17 | + 1,4       | 29 juillet 2011              | Albi          |      |
| 2012  | 11 s 07 | + 0,4       | 3 août 2012                  | Londres       | 16   |
| 2013  | 11 s 30 | + 1,3       | 13 juillet 2013              | Paris         | 38   |
| 2014  | 11 s 03 | + 0,8 - 0,4 | 18 juillet 2014 12 août 2014 | Monaco Zurich | 10   |

| Année | Temps   | Vent  | Date               | Lieu      | Rang |
| ----- | ------- | ----- | ------------------ | --------- | ---- |
| 2006  | 23 s 78 | + 0,4 | 2 juillet 2006     | Montgeron |      |
| 2007  | 23 s 44 | + 1,1 | 17 juin 2007       | Paris     |      |
| 2009  | 23 s 34 | + 0,0 | 24 juin 2009       | Nantes    |      |
| 2010  | 22 s 32 | + 0,1 | 31 juillet 2010    | Barcelone | 3    |
| 2011  | 22 s 71 | - 0,1 | 1er septembre 2011 | Daegu     | 20   |
| 2012  | 22 s 56 | + 1,0 | 7 août 2012        | Londres   | 14   |
| 2013  | 22 s 83 | + 0,3 | 15 août 2013       | Moscou    | 31   |
| 2014  | 22 s 11 | + 0,1 | 5 septembre 2014   | Bruxelles | 3    |